# 姚力 (电影摄影师)
姚力（1955年—），男，广东广州人，中国电影摄影师，珠江电影制片厂摄影师，中国电影金鸡奖最佳摄影。